# Antonio Raíllo
Antonio José Raíllo Arenas, noto semplicemente come Antonio Raíllo (Cordova, 8 ottobre 1991), è un calciatore spagnolo, difensore del Maiorca.